# لوتسیا شربجیا
لوتسیا شربجیا (کرواتی: Lucija Šerbedžija؛ زادهٔ ۸ ژوئن ۱۹۷۳) هنرپیشه اهل کرواسی است.
از فیلم‌ها یا برنامه‌های تلویزیونی که وی در آن نقش داشته‌است می‌توان به عفونت، قدیس و مدونا اشاره کرد.